# Enric Borràs i Abelló
Enric Borràs i Abelló   (Barcelona, 1980) és un periodista català, actualment subdirector del diari Ara, després de ser director del setmanari i diari digital Ara Balears. Fill de l'editor Enric Borràs Calvó i net de l'editor Enric Borràs Cubells, ambdós editors de la revista i editorial El Llamp. És germà de Jordi Borràs i nebot de Xavier Borràs.
Abans de ser director de l'Ara Balears havia estat el responsable de xarxes socials de l'Ara i periodista de successos d'aquest mateix diari. A part d'aquests tres mitjans, també ha treballat a VilaWeb. El setembre de 2006 va començar a escriure el blog L'ameba digital. Amb l'esfondrament del Carmel, va usar la plataforma de blogs de Més Vilaweb per a informar des del barri barceloní on les obres del metro van provocar un esfondrament, el gener de 2005. És president del Grup de Periodistes Ramon Barnils des de 2021 i col·labora amb l'observatori crític dels mitjans Mèdia.cat.